# André Amellér

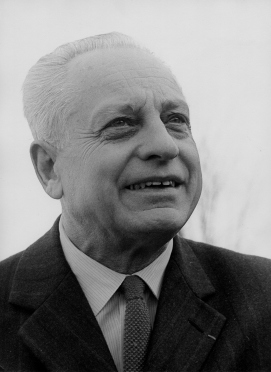
André Amellér

André Charles Gabriel Amellér (* 2. Januar 1912 in Arnaville, Département Meurthe-et-Moselle, Frankreich; † 14. Mai 1990) war ein französischer Komponist, Dirigent, Musikpädagoge und Kontrabassist.

## Leben
In eine musikalische Familie hineingeboren, erlernte er mit 7 Jahren das Spielen der Violine. Er studierte am Conservatoire National Supérieur de Musique in Paris
Kontrabass, Dirigieren, Harmonielehre, Fuge, Kontrapunkt, Komposition und Musikgeschichte.
1937 wurde er Kontrabassist im Orchestre de l'Opéra de Paris und blieb in diesem Orchester für 17 Jahre. 1953 wurde er in der burgundischen Metropole Dijon Direktor des Conservatoire National de Région. Er hat das Musikleben in Dijon und Umgebung stimuliert und durch beachtenswerte Aufführungen des Orchestre de la Société des Concerts du Conservatoire mit namhaften Gastdirigenten und Solisten bereichert.
Sein Œuvre umfasst etwa 400 Werke.

## Werke

### Werke für Orchester
- 1947 Esquisses pour le théâtre  opus 31
- 1948 Symphonie opus 34
- 1950 Triptyque symphonique opus 49
  1. Prélude
  2. Divertissement
  3. Interlude
- 1950 Hyrjoe le Joueur de Lvikko poème symphonique, opus 83
- 1951 Sampiero Corso Ouverture, opus 55
- 1952 Annapurna Poème symphonique, opus 72
- 1954 La Moresca Suite de danses sur des thèmes corses, opus 85
- 1955 Danse de Séléné Suite symphonique, opus 42
- 1957 A quoi rêvent les jeunes filles Ouverture – extrait de la musique de scène pour la pièce de Musset, opus 106
- 1958 Les oiseaux du Vieux Paris opus 124 – Conte musical pour orchestre et chœur d'hommes ad libitum
- 1963 Concert pour violoncelle et orchestre
  1. Prélude – Cadence
  2. Allegro
  3. Adagio
  4. Allegro final
- 1970 Hétérodoxes opus 181
  1. Oaradya
  2. Areko-Arba
  3. Triggiki
  4. Namahito-Dro
- 1972 Si tous les enfants du monde Suite pour orchestre junior, opus 193
  1. Marche des soldats
  2. Quatre trios pour 12 as
  3. Rêves de Pupazzi
  4. La carriole
  5. En gondole
  6. Mélopée de Samarkand
  7. Polka du 14 juillet
  8. Dodo muchachos
  9. Show-show
  10. Chant du berger Ali de Ksar Haddada
  11. Moana
  12. Choral
  13. Jeu de balles
  14. Chanson de Bâbouchka
  15. Danse pour Tania et Igor
  16. Lotus d'or
  17. Ronde générale et marche finale
- 1973 Dentelles et Broderies Valencianes (Puntillas y Bordados Valencianos) opus 204
- 1977 Mélodie pour elle Poème symphonique, opus 237
- 1979 Trois moments musicaux opus 256

### Werke für Blasorchester
- 1947 Sonate pour cor et 14 instruments opus 32
- 1952 Tuba-concert pour tuba ou saxhorn si b et orchestre à vent opus 69
- 1963 Hymne pour l'ouverture de la pêche opus 151
- 1966 Airs hétérogènes opus 166
  1. Air futé
  2. Air marin
  3. Air sévère
  4. Air désinvolte
  5. Air et canon à boire
- 1967 Kontrabassolo pour contrebasse à cordes solo et orchestre à vent opus 178
- 1968 Bienvenue en Bourgogne – Marche solennelle pour orchestre d'harmonie, opus 169
- 1974 Crescendo pour grande formation d'harmonie, opus 215
- 1975 Les Camisards Poème symphonique pour orchestre d'harmonie, opus 225
- 1977 Croquignoles (1ère suite) opus 244
  1. Impromptu
  2. Largo
  3. Polka
  4. Tendresse
  5. Joie
- 1977 Croquignoles (2ème suite) opus 244
  1. Mazurka
  2. Tempête
  3. Mélancolie
  4. Pulsion
  5. Final
- 1980 Fantaisie pour harmonie opus 260
- 1981 Adagio pour violon et orchestre à vent opus 263
- 1981 Divertimento Ludus Parisiensis opus 286
  1. Allant
  2. Allegretto
  3. Dolce espressivo,
  4. Assai lento
  5. Amabile leggiero
  6. Adage
  7. Vivace
- 1982 Scène et danse de l'oiseau magique opus 290
- 1982 Conzertstück opus 297, pour 4 tuben et orchestre d'harmonie
- 1982 Santa di Roma – Ode à Sainte Cécile pour orchestre d'harmonie, opus 301
- 1984 Les Girelles pour orchestre d'harmonie, opus 343
- 1984 Danses pour Diane opus 360
- 1984 La biche pour harmonie et chœur à 4 voix égales (filles et garçons), opus 361
- 1984 C'est la fête chez nous pour orchestre d'harmonie, opus 362

### Bühnenwerke
- 1946 Mala opus 5, Musique de scène
- 1949 La Légende du Rhin opus 45, Ballet en 2 tableaux. Argument de Pélissane
- 1951–1960 Cyrnos opus 55, Opéra en 3 actes – Texte de: Pélissane
- 1955 Danse de Séléné opus 42, Ballet en 1 tableau. Argument de Pélissane
- 1957 A quoi rêvent les jeunes filles opus 106, extrait de la musique de scène pour la pièce d'Alfred de Musset pour le 100ème anniversaire de la mort du poète
  1. Ouverture
  2. Divertissement
  3. Sérénade
- 1957 La Lance de Fingal opus 50, Drame lyrique en 1 acte et 3 scènes, Texte de Pélissane d'après Ossian (traduit en allemand)

### Messen und geistliche Musik
- 1944 Evocations (Psaume CXXXVI) opus 12, pour baryton, chœurs, orgue et orchestre
- 1947 Je vous salue Marie opus 23, pour 4 voix de femmes, flûte, harpe, violon, alto, violoncelle
- 1951 Cantate „Gloire et Honneur à Jeanne de France“ opus 58, pour soprano, chœur mixte à 4 voix et orgue

### Chormusik
- 1949 Très douce dame opus 46
- 1950 Effets opus 51
- 1957 Hymne à Bacchus opus 109, chœur pour 4 voix d'hommes
- 1959 Souvenance de l'enfance opus 120, pour chœur à 4 voix mixtes
- 1959 Fêtes joyeuses opus 121, pour chœur à 4 voix mixtes
- 1959 Le Printemps opus 127, chœur à 3 voix égales
- 1960 O belle nuit étincelante opus 132, chœur à 3 voix égales
- 1960 Les fleurs du printemps opus 134, pour chœur à 2 voix égales
- 1962 Berceuse opus 140, pour 4 voix égales
- 1962 Air de chasse opus 144, pour 2 voix égales
- 1962 Chanson de Bourgogne opus 145, pour 3 voix égales
- 1963 Zoroastre opus 147, pour 2 voix égales
- 1963 Quel plaisir quand je suis à table opus 148, pour 4 voix égales
- 1963 Je veux épouser Sylvie opus 149, pour 3 voix égales
- 1964 Sakura chœur pour 4 voix mixtes (traduction japonaise phonétique)
- 1966 Un petit garçon sifflait opus 163 No. 1, pour 3 voix égales et piano – Text: Rolande Cavat
- 1966 Aux étangs de la Reine Blanche opus 163 No. 2, pour voix et piano – Text: Rolande Cavat
- 1966 C'était la fête au village opus 163 No. 3, pour voix et piano – Text: Rolande Cavat
- 1981 Nuages opus 266, pour 4 voix égales
- 1981 Fêtons, chantons le printemps opus 267, pour chœur à 4 voix mixtes
- 1985 Chantons, dansons, fêtons… opus 352, pour chœur à 2 voix égales

### Kammermusik
- 1944 Andante et scherzo opus 7 et 9, pour quintette à vent: flûte, hautbois, clarinette, cor, basson
- 1947 Diptyque opus 30, pour clarinette alto, contrebasse et trio à cordes
- 1948 Suite française dans le goût romantique opus 33, pour flûte, harpe et trio à cordes
- 1951 Hommage à Jean-Sébastien Bach opus 52, pour cordes
- 1952 Baroque opus 66, pour clarinette basse et contrebasse à cordes
- 1952 Cathédrale opus 50, pour 4 trombones
- 1952 Concertino opus 125, pour saxophone alto mi bémol, flûte obligée et cordes
- 1955 Choral opus 44, pour 4 trombones
- 1956 Aeramen opus 92, pour 4 trombones
- 1956 Fanfares pour tous les temps opus 99, pour 4 trompettes, 4 cors, 4 trombones, 1 tuba
- 1956 Huit chansons de geste opus 100, pour flûte, hautbois, clarinette, basson, cor, trompette et percussion
- 1956 Lamentations pour le chœur des juives opus 101, pour cordes
- 1957 Suite d'illusions opus 111, pour cordes
  1. Lichtental
  2. Régua
  3. Romainville
  4. Murano et Burano
- 1957 Synergie concertante opus 114, pour sextuor de clarinettes
- 1960 Sextuor à vent d'après Jean Philippe Rameau opus 137, pour flûte, hautbois, clarinette, basson, cor et saxophone
- 1963 Ordene Ricarcere opus 156, pour 3 trompettes, 3 trombones, 1 tuba ou saxhorn si bémol
- 1965 Azuleros de Valencia opus 162, pour sextuor à vent (flûte, hautbois, clarinette, cor, saxophone alto mi bémol, basson)
- 1970 Largamente opus 186, pour 1 cor, 2 trompettes en ut ou si bémol, 2 trombones, 1 tuba ou saxhorn si bémol
- 1971 Epigraphe opus 35, pour 3 trombones et 1 tuba
- 1972 A la française opus 13, pour quintette à vent: flûte, hautbois, clarinette, cor, basson
  1. Prélude
  2. Fughetto
  3. Grave-Rondo
- 1972 Monnaies opus 191, pour Trio d'anches
  1. Penny
  2. Lei
  3. Sou
  4. Lire
  5. Kopeck
- 1972 Divertissement de Pyrame et Thisbé opus 192, Suite de danses pour 2 flûtes, 2 hautbois ou violons, basson ou violoncelle
  1. Marche
  2. Entrée
  3. Gavotte
  4. Airs pour les Egyptiens
  5. Sarabande
  6. Menuet
  7. Lentement
  8. Passepied
- 1973 Noctuelle de printemps opus 203, pour violon, hautbois, basson et harpe
- 1973 Trois entrées et postlude pour le théâtre de Molière opus 205, pour 2 cors, 2 trompettes, 2 trombones, 1 tuba, timbales et percussion
- 1974 Divertimento opus 211, pour Trio d'anches (hautbois, clarinette si bémol, basson)
  1. Intrada
  2. Duetto
  3. Fantasia
  4. Adagietto
  5. Giocondo
- 1975 Quatre pièces courtes opus 222, pour double quatuor de trombones
  1. Introduction
  2. Choral
  3. Scherzetto
  4. Giocondo
- 1975 Arlequinade opus 226, 6 courtes pièces pour 2 trompettes, 1 cor, 1 trombone, 1 tuba
  1. Choral pour 4
  2. Gay
  3. Air
  4. Imprévu
  5. Dodorémi
  6. Final
- 1978 Choral pour la XIIème station du chemin de croix opus 249, pour 6 trombones et 1 tuba
- 1978 Vox aere opus 250, pour 2 cors, 2 trompettes, 1 trombone, 1 tuba
- 1978 Fanfare et cérémonial opus 252, Hymne au cassis – pour baryton et cuivres
- 1978 Simple suite opus 255, pour 4 saxhorns si bémol ou 4 tuben en ut
  1. Moderato
  2. Allegro scherzando
  3. Lento expressivo
  4. Vivace leggiero
- 1981 Adagio, Choral, Scherzetto opus 283, pour 4 trombones ou 4 tuba si bémol
- 1982 Scherzo fugato opus 284, pour 4 saxophones
- 1982 Tyrehancries opus 292, fanfare pour 9 trompettes, 8 cors, 3 tuben basse, 2 tuben contre-basse, timbales, caisse claire et cymbales
- 1982 Trois fanfares liturgiques opus 296, pour quintette de cuivres: 2 trompettes, 1 cor, 1 trombone, 1 tuba
- 1984 Facettes opus 350, pour quatuor de saxophones
  1. Prélude
  2. Fughetto
  3. Adagio
  4. Scherzo
- 1984 Fantaisie pour trois – Les abeilles opus 355, pour clarinette, basson et piano
  1. Prélude
  2. Adagio
  3. Rondeau avec variations
- 1985 Sagunto opus 282, pour quintette de saxophones
- 1986 Quintette à vent – La chasse opus 376, pour 2 trompettes, 1 cor, 1 trombone, 1 tuba

| Personendaten    | Personendaten                                                      |
| ---------------- | ------------------------------------------------------------------ |
| NAME             | Amellér, André                                                     |
| ALTERNATIVNAMEN  | Amellér, André Charles Gabriel (vollständiger Name)                |
| KURZBESCHREIBUNG | französischer Komponist, Dirigent, Musikpädagoge und Kontrabassist |
| GEBURTSDATUM     | 2. Januar 1912                                                     |
| GEBURTSORT       | Arnaville, Frankreich                                              |
| STERBEDATUM      | 14. Mai 1990                                                       |
| STERBEORT        | Paris                                                              |